# جون برنارد بوش
جون بَرنَارد بوش (بالإنجليزية: John Barnard Bush)‏ هو رجل قضاء بريطاني، ولد في 1937 في مرلبرو ‏ في المملكة المتحدة.